# Fondation du Japon
La fondation du Japon (国際交流基金, Kokusai kōryū kikin) est une institution administrative indépendante japonaise destinée à améliorer les échanges culturels internationaux avec le Japon.

## Histoire

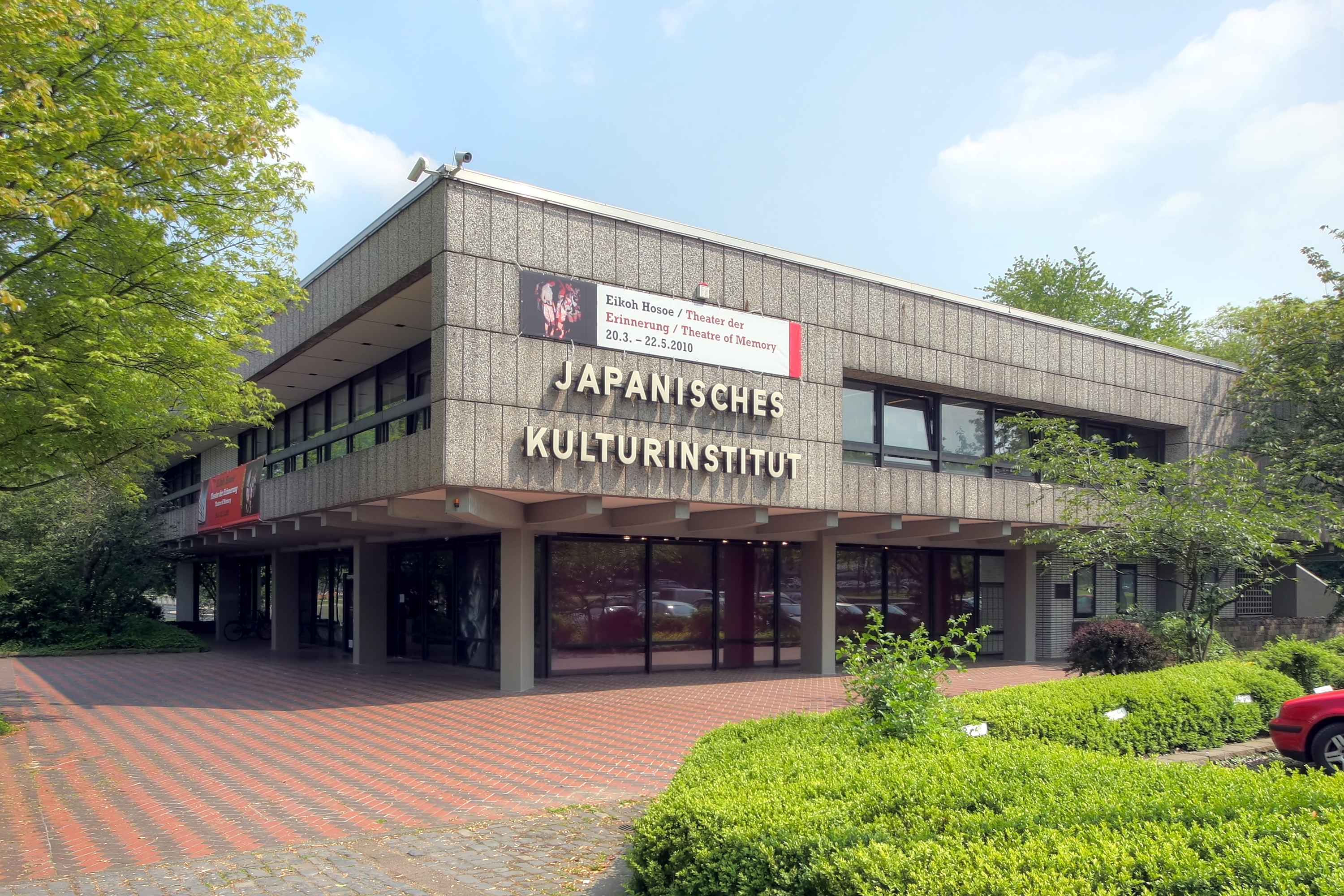
Bâtiment du Japanisches Kulturinstitut à Cologne, en Allemagne.

Fondée en 1972 comme entité spéciale légale, elle est devenue une institution administrative indépendante le 1er octobre 2003. Les activités de la fondation, dont le siège se trouve à Tokyo se répartissent en trois branches :
- la promotion des arts et de la culture du Japon ;
- la langue japonaise ;
- les études japonaises et les échanges intellectuels.

La fondation du Japon a également vingt-deux bureaux dans vingt-et-un pays, dont cinq en Europe où elle assure le bon fonctionnement et la gestion de la maison de la culture du Japon à Paris :
- Cologne,  Allemagne
- Sydney,  Australie
- São Paulo,  Brésil
- Toronto,  Canada
- Pékin,  Chine
- Séoul,  Corée du Sud
- Le Caire,  Égypte
- Madrid,  Espagne
- Los Angeles, New York,  États-Unis
- Paris,  France
- Budapest,  Hongrie
- New Delhi,  Inde
- Jakarta,  Indonésie
- Rome,  Italie
- Kuala Lumpur,  Malaisie
- Mexico,  Mexique
- Manille,  Philippines
- Londres,  Royaume-Uni
- Moscou,  Russie
- Bangkok,  Thaïlande
- Hanoï,  Viêt Nam